# إيكاترينا ماليشيفا
إيكاترينا، أميرة هانوفر الوراثية (عائلتها قبل الزواج ماليشيفا، من مواليد 30 يوليو 1986) مصممة أزياء ومخرجة أفلام روسية، هي الأميرة الوراثية لبيت هانوفر من خلال زواجها من إرنست أوغست ، أمير هانوفر الوراثي.

## نشأتها
ولدت إيكاترينا ماليشيفا في الاتحاد السوفيتي في عام 1986 ونشأت في براغ ، جمهورية التشيك. تخرجت من المدرسة الدولية في براغ وانتقلت إلى المملكة المتحدة عندما كانت في التاسعة عشرة من عمرها للدراسة في كلية لندن للأزياء. لديها مجموعة خاصة بها من البدلات تسمى "EKATsuits". قبل أن تنخرط في الموضة ، كانت مخرجة أفلام وثائقية.

## حياتها الشخصية
في عام 2011 ، التقى إرنست أوغسطس ، ولي عهد هانوفر في حفل أقيم في لندن. في 6 يوليو 2017 تزوجا في حفل مدني في قاعة المدينة الجديدة في هانوفر وفي 8 يوليو 2017 في حفل زفاف ديني في كنيسة أغورا للقديسين جورج وجيمس. لديهم طفلان حاليا:
- الأميرة إليزابيث (مواليد 2018 -)[14]
- الأمير فلف أوغسطس (مواليد 2019 -)[15][16]